# Айнзацгруппы
Айнза́цгруппы поли́ции безопа́сности и СД (нем. Einsatzgruppen der Sicherheitspolizei und des SD, сокр. EGr, рус. «целевые группы», «группы развёртывания») — военизированные эскадроны смерти нацистской Германии, осуществлявшие массовые убийства гражданских лиц на оккупированных ею территориях стран Европы и СССР. Играли ведущую роль в «окончательном решении еврейского вопроса».
Целями айнзацгрупп были евреи, цыгане и другие так называемые «расово неполноценные», политическая интеллигенция, коммунисты, члены движения сопротивления и «асоциальные элементы».
Находились в совместном ведении и подчинении СС и РСХА, в частности Генриха Гиммлера и Рейнхарда Гейдриха. Состояли из служащих гестапо и уголовной полиции, Службы безопасности (СД), полиции порядка (ОрПо) и войск СС. Отчёты о деятельности айнзацгрупп с 1941 года направлялись непосредственно Гитлеру, Партийной канцелярии НСДАП и другим партийным и правительственным структурам нацистской Германии.
Айнзацгруппы были созданы в 1938 году после присоединения Австрии к Германии. Особый размах их деятельность получила во время вторжения в Польшу и её оккупации (1939—1945), а также вторжения и оккупации СССР (1941—1944).
Расследованию деятельности айнзацгрупп был посвящён отдельный судебный процесс в рамках Последующих Нюрнбергских процессов, осудивший некоторых их руководителей как военных преступников.

## Австрия, Чехословакия и Польша
Айнзацгруппы и айнзацкоманды возникли как специально созданные группы из агентов службы безопасности, крипо и гестапо, которые работали в тесном контакте с австрийской полицией по выявлению и аресту граждан, настроенных против нацистского режима, подлежащих физическому уничтожению.
Во время присоединения Австрии к Германскому рейху и присоединения Судетской области Чехословакии в 1938 году, а также при оккупации «остальной Чехии» в 1939 году использовались «исполнительные команды» (нем. Einsatzkommando, айнзацкоммандо) или «исполнительные группы», которые обеспечивали нужды полиции безопасности и осуществляли, как писало нацистское периодическое издание «Фёлькишер Беобахтер» «очистку освобождённых областей от марксистских предателей народа и других врагов государства».
В этот период были созданы следующие айнзацгруппы и айнзацкомманды:
Австрия (1938)
- Айнзацкоммандо Австрия: штандартенфюрер СС проф. д-р Франц Зикс

Судеты (сентябрь 1938)
- Айнзацгруппе Дрезден (включавшая в себя пять айнзацкомманд): штандартенфюрер СС Хайнц Йост
- Айнзацгруппе Вена (включавшая в себя две айнзацкомманды): штандартенфюрер СС д-р Вальтер Шталекер

«Остальная Чехия» — протекторат Богемия и Моравия (март 1939)
- Айнзацгруппе I Прага: 
  - Айнзацкоммандо Будейовице
  - Айнзацкоммандо Прага
  - Айнзацкоммандо Колин
  - Айнзацкоммандо Пардубице
- Айнзацгруппе II Брно
  - Айнзацкоммандо Оломоуц
  - Айнзацкоммандо Брно
  - Айнзацкоммандо Злин
- Айнзацкоммандо 9 Стрибро: гауптштурмфюрер СС Густав фом Фельде
- Айнзацкоммандо Плзень

В сентябре 1939 года к каждой из пяти германских армий, участвовавших во вторжении в Польшу, была присоединена специальная айнзацгруппа. Была создана также айнзацгруппа z.B.V. для верхнесилезской промышленной области, а также самостоятельная айнзацкоманда 16:
- Айнзацгруппе I (придана 14-й армии): штандартенфюрер СС Бруно Штреккенбах
  - Айнзацкоммандо 1/I: штурмбаннфюрер СС д-р Людвиг Хан
  - Айнзацкоммандо 2/I: штурмбаннфюрер СС д-р Бруно Мюллер
  - Айнзацкоммандо 3/I: штурмбаннфюрер СС д-р Альфред Хассельберг
  - Айнзацкоммандо 4/I: штурмбаннфюрер СС д-р Карл Бруннер
- Айнзацгруппе II (придана 10-й армии): штандартенфюрер СС  Эмануэль Шефер
  - Айнзацкоммандо 1/II: оберштурмбаннфюрер СС Отто Зенс
  - Айнзацкоммандо 2/II: штурмбаннфюрер СС Карл-Гейнц Рукс
- Айнзацгруппе III (придана 8-й армии): оберштурмбаннфюрер СС и советник правительства д-р Ганс Фишер
  - Айнзацкоммандо 1/III: штурмбаннфюрер СС д-р Вильгельм Шарпвинкель
  - Айнзацкоммандо 2/III: штурмбаннфюрер СС д-р Фриц Липхардт
- Айнзацгруппе IV (придана 4-й армии): бригадефюрер СС Лотар Бойтель (с 23 октября 1939 оберштурмбаннфюрер СС Йозеф Мейзингер)
  - Айнзацкоммандо 1/IV: штурмбаннфюрер СС и советник правительства д-р Гельмут Бишофф
  - Айнзацкоммандо 2/IV: штурмбаннфюрер СС и советник правительства д-р Вальтер Хаммер
- Айнзацгруппе V (придана 3-й армии): Эрнст Дамцог
  - Айнзацкоммандо 1/V: штурмбаннфюрер СС и советник правительства д-р Хайнц Грефе
  - Айнзацкоммандо 2/V: штурмбаннфюрер СС и советник правительства д-р Роберт Шефе
  - Айнзацкоммандо 3/V: штурмбаннфюрер СС и советник правительства д-р Вальтер Альбат
- Айнзацгруппе VI (в Познани): оберфюрер СС Эрих Науман
  - Айнзацкоммандо 1/VI: штурмбаннфюрер СС Франц Зоммер
  - Айнзацкоммандо 2/VI: штурмбаннфюрер СС Герхард Флеш
- Айнзацгруппе z. B.V.: обергруппенфюрер СС Удо фон Войрш и оберфюрер СС д-р Отто Раш
- Айнзацкоммандо 16: штурмбаннфюрер СС д-р Рудольф Трёгер

Каждая айнзацгруппа включала в себя от двух до четырёх айнзацкоманд численностью от 120 до 150 человек. Все 16 айнзацкоманд включали в себя от 2700 до 3000 человек личного состава.
По всей зоне боевых действий и на участках непосредственно за линией фронта айнзацкоманды попадали под контроль вермахта. На арьергардных участках, тем не менее, вермахт не располагал достаточной властью, чтобы вмешиваться в дела айнзацкоманд. Их задачей была «борьба против враждебных Рейху и немцам элементов в тылу воюющих войск», а в дальнейшем «уничтожение польской интеллигенции».

## Норвегия, Франция, Бельгия, Нидерланды, Люксембург, Югославия, Тунис, Словакия
Для действий в оккупированных европейских странах в подчинённых айнзацгруппам айнзацкомандах были образованы отделы, которые организационно соответствовали РСХА в государственной полиции, криминальной полиции и СД. После основания оккупационного управления мобильные айнзацгруппы и команды были преобразованы в стационарные части. В каждой оккупированной стране или области был назначен руководитель полиции безопасности и СД, которому подчинялись командиры полиции безопасности. Приказы приходили от РСХА и передавались местным руководителем командирам отделов. Эта схема могла быть нарушена только прямыми указаниями высшего руководства СС и полиции, если они служили выполнению особых заданий этого органа управления СС и полиции. Дальнейшее, но редкое исключение из правила представляло собой делавшееся иногда Гиммлером переподчинение органов полиции безопасности местным гражданским властям.
Айнзацгруппе E (Хорватия)
- оберштурмфюрер СС Людвиг Тайхман
- штандартенфюрер СС Гюнтер Херрман (24 апреля 1943—1944)
- оберфюрер СС и полковник полиции д-р Вильгельм Фукс (октябрь/ноябрь 1944)

Айнзацкоманда 10b (Винковци, потом Осиек) 
- оберштурмбаннфюрер СС Иоахим Доймлинг (с 15 марта 1943 по 27 января 1945)
- штурмбаннфюрер СС Франц Шпринц (С 27 января 1945 по 8 мая 1945)

Айнзацкоммандо 11a (Сараево)
- штурмбаннфюрер СС и советник правительства Рудольф Корндёрфер (15 мая 1943 — 09 сентября 1943)
- оберштурмбаннфюрер СС  Антон Фест (9 сентября 1943 — 1945)

Айнзацкоммандо 15 (Баня-Лука)
- гауптштурмфюрер СС Вилли Вольтер (май 1943 — сентябрь 1944)

Айнзацкоманда 16 (Книн)
- оберштурмбаннфюрер СС Йоханнес Тюммлер
- оберштурмбаннфюрер СС Йоахим Фрайтаг[швед.]

Айнзацкоммандо Аграм
- штурмбаннфюрер СС и советник правительства Рудольф Корндёрфер (с 09 сентября 1943)

Айнзацгруппе G (штаб СС и полицией Чёрное море)
- штандартенфюрер СС д-р Йозеф Кройцер

Айнзацгруппе H (Словакия, 1944, оберштурмбаннфюрер СС д-р Йозеф Витиска)
- айнзацкоммандо 13: штурмбаннфюрер СС д-р Ганс Яскульски

Айнзацгруппе L (Кохем)
- штандартенфюрер СС д-р Людвиг Хан

Айнзацгруппе Сербия
- оберфюрер СС и полковник полиции д-р Вильгельм Фукс (апрель 1941 — январь 1942)
- оберфюрер СС д-р Эмануэль Шефер (январь 1942)

В Сербии айнзацгруппа Югославии была разделена на две айнзацкоманды, подчинявшихся командованию армии и шефу полиции безопасности. Их задачей была борьба с «эмигрантами, саботажниками и террористами», но в первую очередь с «коммунистами и евреями». В январе 1942 года эта айнзацгруппа была расформирована, а её функции переданы командующему СС и полицией группенфюреру СС и генерал-лейтенанту полиции Августу Майснеру.
Айнзацгруппе Норвегия (оберфюрер СС, полковник полиции и советник правительства д-р Генрих Фелис)
- Айнзацкоммандо 1 Осло: оберфюрер СС, полковник полиции и советник правительства д-р Генрих Фелис
- Айнзацкоммандо 2 Кристиансунд
- Айнзацкоммандо 3 Ставангер
- Айнзацкоммандо 4 Берген
- Айнзацкоммандо 5 Тронхейм
- Айнзацкоммандо 6 Тромсё

Айнзацгруппе Ильтис (Каринтия)
- штандартенфюрер СС Пауль Блобель

Айнзацкоммандо Франция: д-р Гельмут Кнохен
Айнзацкоммандо Бельгия: д-р Эрвин Вайнман
Айнзацкоммандо Нидерланды
- штандартенфюрер СС д-р Йозеф Кройцер
- штандартенфюрер СС д-р Ганс Нокеман[нем.]
- штурмбаннфюрер СС Фридрих Нолле[нем.]

Айнзацкоммандо Люксембург (1944/45)
- оберштурмбаннфюрер СС Вильгельм Нёлле[нем.]
- оберштурмбаннфюрер СС Эрих Хартман

Айнзацкоммандо Тунис (1942/43)
- оберштурмбаннфюрер СС Вальтер Рауфф

## Айнзацгруппы на оккупированной территории СССР

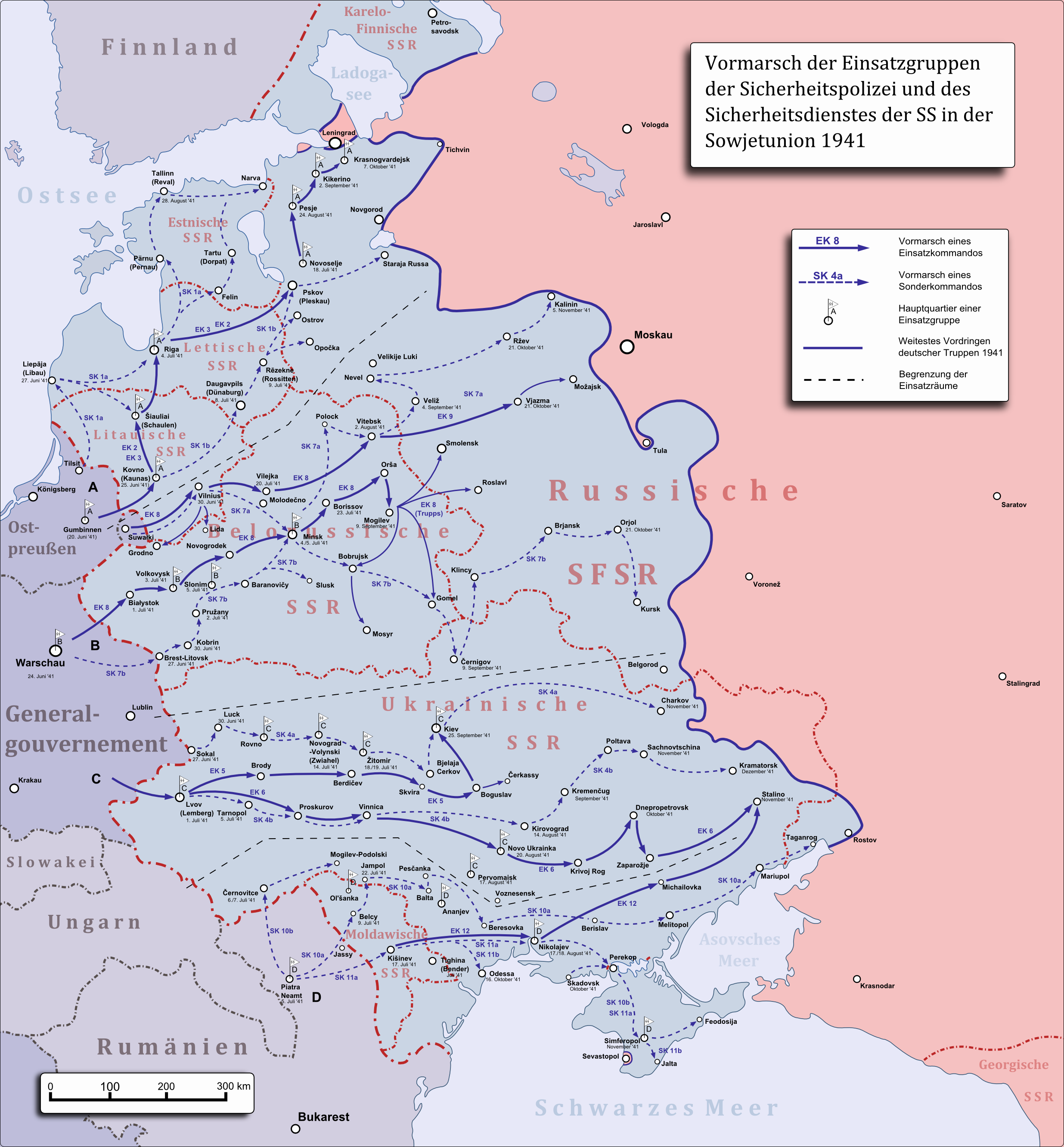
Продвижение айнзацгрупп A, B, C, D на оккупированных территориях Советского Союза в зоне действия армейских групп вермахта, 1941.
Условные обозначения: EK8 — № и маршрут движения айнзацкоманды; SK4a — № и маршрут движения зондеркоманды; флажок — место дислокации и наименование айнзацгруппы; сплошная линия — продвижение войск; пунктирная линия — границы действия айнзацгрупп

На территории СССР к задачам оперативных и специальных команд были отнесены:
- выявление и ликвидация партийного и комсомольского актива,
- проведение розыскных мероприятий, арестов;
- уничтожение советских партийных работников, сотрудников НКВД, армейских политработников и офицеров;
- борьба с проявлениями антигерманской деятельности;
- захват учреждений, имеющих картотеки и архивы, и т. д.

В середине мая 1941 года Гейдрих поручил шефу гестапо Генриху Мюллеру обсудить с военными властями соглашение о деятельности айнзацгрупп в тылу войск, которым предстояло сражаться на Восточном фронте. Мюллер восстановил против себя генерала Вагнера. Тогда Гейдрих поручил эту миссию Шелленбергу, которому удалось уговорить военных. Указания Гейдриха были жёсткими: необходимо добиться, чтобы армия не просто терпела присутствие оперативных групп в своём тылу, но и «вменила в обязанность своим ответственным службам оказывать полную поддержку всем мероприятиям этих групп, политической полиции и службе безопасности».
В мае 1941 года, перед началом кампании против СССР, было создано четыре айнзацгруппы, разделившие между собой фронт по географическому принципу: группа «А» — страны Прибалтики; «B» — Смоленск, Москва; «C» — район Киева; «D» — южная часть Украины. Группы были разделены на айнзацкоманды и зондеркоманды (нем. Sonderkommando, особая команда), имевшие в своём составе от 70 до 120 человек и подразделявшиеся на подкоманды по 20—30 человек. Айнзацкоманды действовали в глубоком тылу, в то время как зондеркоманды использовались в непосредственной близости к линии фронта.
Формирование айнзацгрупп происходило в школе пограничной полиции в Преч на Эльбе и близлежащих Бад-Дюбен и Бад-Шмидеберг в мае 1941 года. Ответственным был начальник отдел I (кадров) РСХА бригадефюрер СС Бруно Штреккенбах, который отдавал поручения относительно обучения руководителю школы, доктору Тюммлеру. Командиры айнзацгрупп были набраны в основном из руководителей среднего звена РСХА. Большинство офицеров айнзацгрупп имело высшее образование и было в возрасте от 30 до 40 лет.
В то время, как отбор на руководящие посты производился очень тщательно самим Гиммлером или Гейдрихом, остальной персонал просто набирался из Зипо, Орпо, Крипо и СД из тех, кто уже использовался для подобных заданий, без каких-либо конкретных директив на этот счёт. Зачастую просто брали всех подряд, так, например, целый выпуск командирской школы Зипо в Берлине был откомандирован в айнзацгруппы. Никакого отбора по признаку политической благонадёжности, по словам Штреккенбаха, не имело места, так как он уже был сделан при приёме сотрудников в Зипо и СД. Вспомогательный персонал, такой, как водители, радисты, переводчики, писари и т. д. состоял частично из военнослужащих срочной службы, которые не состояли в СС. Айнзацгруппам A — С уже во время войны придавались для усиления резервный полицейский батальон № 9, позже резервный полицейский батальон № 3.
Численность личного состава всех айнзацкоманд составляла примерно 3000 человек.
Личный состав каждой группы колебался от 500 (группа D) до 990 (группа A). В каждой группе было примерно 350 эсэсовцев, 150 шоферов и механиков, 100 членов гестапо, 80 сотрудников вспомогательной полиции (набиравшихся обычно на месте), 130 сотрудников полиции порядка, 40—50 работников уголовной полиции и 30-35 сотрудников СД. Полагалось также определённое число переводчиков, радистов, телеграфистов, управленческих работников и женский персонал (10—15 женщин на группу). Руководящий персонал состоял из гестаповцев, а также небольшого количества сотрудников СД и уголовной полиции. Количество переводчиков составляло более 5 % служащих (51 из 990 человек личного состава айнзацгруппы) — для взаимодействия с рядовым составом различного этнического происхождения.
Пример организации личного состава айнзацгруппы (айнзацгруппа A)

| Принадл.                | Кол-во | Доля, % |
| ----------------------- | ------ | ------- |
| Войска СС               | 340    | 34,0    |
| Мотоциклисты            | 172    |         |
| Управление              | 18     |         |
| СД                      | 35     | 3,5     |
| Крипо                   | 41     | 4,1     |
| Гестапо                 | 89     | 9,0     |
| Вспомогательная полиция | 87     | 8,8     |
| Полиция порядка         | 133    | 13,4    |
| Женский персонал        | 13     |         |
| Переводчики             | 51     |         |
| Телеграфисты            | 3      |         |
| Радисты                 | 8      |         |
| Всего                   | 990    | 100     |

Создание четырёх вышеперечисленных айнзацгрупп было завершено к концу июня 1941 года.
Перед вторжением в СССР в Претцше 17 июня 1941 года состоялось совещание, на котором перед командирами айнзацгрупп и айнзацкоманд, входивших в них, были поставлены задачи. Это сделал Штреккенбах, который передал приказы Гейдриха и Гиммлера. Айнзацгруппам было поручено «ликвидировать» евреев и политических комиссаров.
В начале июля айнзацгруппы начали свою деятельность в тылу наступающих немецких войск. В отличие от польской кампании, айнзацгруппы были подчинены войскам только в отношении транспорта, снабжения и расквартирования. Оперативной, дисциплинарной и судебной властью обладал шеф полиции безопасности и СД Рейнхард Гейдрих.
Задачи исполнительных групп полиции безопасности и СД были определены в документе верховного командования вермахта под названием «Указания по особым вопросам Директивы № 21 (План Барбаросса)»:
«В оперативной области войск для подготовки политического управления рейхсфюрер СС выполняет по приказу фюрера особые задачи, которые вытекают из непримиримой борьбы двух противостоящих политических систем. В рамках этих задач рейхсфюрер СС действует самостоятельно и под свою ответственность. Этим не затрагивается исполнительная власть командующего войсками. Рейхсфюрер СС заботится о том, чтобы при исполнении порученных ему заданий не создавалось помех оперативным действиям войск. Конкретные вопросы регулируются непосредственно Верховным командованием войск и рейхсфюрером СС».
Конкретнее это было урегулировано в приказе Верховного командования от 25 апреля 1941 года генерал-фельдмаршала Вальтера фон Браухича (факсимиле в «Преступления вермахта», с. 55). Среди прочего, там было написано следующее:

Выполнение особых задач полиции безопасности вне войск делает необходимым применение зондеркоманд полиции безопасности (СД) в оперативной области. (…)
1.) Задачи:
a) В тылу армии:

Выявление перед началом операций определённых объектов (материалов, архивов, картотек организаций, объединений, групп врагов Рейха), а также особо важных личностей (авторитетные эмигранты, саботажники, террористы и т. д.) (…)
b) В тылу войск:

Разведка и борьба с устремлениями врагов Рейха, пока они не организованы во вражеские отряды, а также общее информирование командующего тылом войск о политическом положении. (…)
Зондеркоманды имеют право в рамках своих задач на свою ответственность применять карательные меры против гражданского населения.

В записке, направленной Гейдрихом 2 июля 1941 года в адрес высших руководителей СС и полиции (HSSPF), последние кратко информировались об указаниях, отданных айнзацгруппам:

Если все предпринимаемые меры направлены наконец на главную цель, которая и является их сутью, то они должны проводиться с беспощадной строгостью на возможно более широком пространстве, принимая во внимание продолжавшееся десятилетиями формирование страны большевиками…Должны быть уничтожены все функционеры Коминтерна (как и все коммунистические политики), функционеры партии высшего и среднего звена, а также радикально настроенные рядовые члены партии, члены Центрального комитета, райкомов, облкомов, народные комиссары, евреи в партийных и государственных учреждениях, иные радикальные элементы (саботажники, пропагандисты, партизаны, подстрекатели и т. д.).

«Директива об обращении с политическими комиссарами» Верховного командования вермахта от 6 июня 1941 года («Приказ о комиссарах») обязывала вермахт передавать схваченных в тылу войск комиссаров в распоряжение айнзацгрупп или айнзацкоманд полиции безопасности и СД.
Кроме того, руководству концентрационными лагерями были предоставлены в распоряжение айнзацкоманды полиции безопасности и СД, которые занимались выявлением «политически невыносимых элементов» среди гражданских заключённых и лиц, которые «особо проявили себя достойными доверия и пригодны для участия в восстановлении занятых областей», и должны были определить их дальнейшую судьбу («Директива о выявлении гражданских лиц и подозрительных военнопленных восточной кампании в лагерях военнопленных в занятых областях, в оперативной области, в генерал-губернаторстве и в лагерях на территории Рейха» шефа Зипо и СД от 17 июля 1941 года).

Действовавшие в захваченных областях СССР комендатуры СС и полиции «Север» (Рига), группенфюрер Ганс Прютцман, «Центр» (Минск), группенфюрер Бах-Зелевский и «Юг» (Киев), обергруппенфюрер Еккельн, также поддерживали айнзацгруппы с помощью полков полиции и частей войск СС. В середине 1942 года к их числу присоединилась комендатура «Кавказ», бригадефюрер Корземан. На примере состава сил под командованием фон Баха (253 058 человек), историк Хайнц Хёне выводит следующий этнический состав служивших в этих карательных частях: 6 % рейхсдойче (немцев) — командный состав, штабные служащие, офицеры и унтер-офицеры, а также переводчики, и 94 % — рядовой состав из числа местных добровольцев, записавшихся в карательные части.

### Айнзацгруппа A
Численность личного состава и зона действий:
- около 990 человек
- Зона действий группы армий «A», она же группа войск Север в Прибалтике

Местонахождение штаба:
- Псков (с 18 июля 1941)
- Новоселье (с 23 июля 1941)
- Песье (с 24 августа 1941)
- Кикерино (с 2 сентября 1941)
- Межно и Рига (конец сентября 1941)
- Красногвардейск (с 7 октября 1941)
- Натальевка (с ноября 1942)

Командир:
- бригадефюрер СС и генерал-майор полиции Вальтер Шталекер (июнь 1941 — † 23 марта 1942)
- бригадефюрер СС и генерал-майор полиции Хайнц Йост (24 марта 1942 — сентябрь 1942)
- оберфюрер СС и полковник полиции Гумберт Ахамер-Пифрадер (10 сентября 1942 — 4 сентября 1943)
- оберфюрер СС Фридрих Панцингер (4 сентября 1943 — май 1944)
- оберфюрер СС и полковник полиции доктор Вильгельм Фукс (май 1944 — октябрь 1944)

Подкоманды (до реорганизации):
Зондеркоманда 1a
- штандартенфюрер СС доктор Мартин Зандбергер (июнь 1941 — осень 1943)
- оберштурмбаннфюрер СС Бернхард Баатц (30 октября 1943 — 15 октября 1944)

Зондеркоманда 1b
- оберштурмбаннфюрер СС доктор Эрих Эрлингер (июнь 1941 — 3 декабря 1941)
- оберштурмбаннфюрер СС доктор Эдуард Штраух (3 декабря 1941 — июнь 1943)
- штандартенфюрер СС доктор Эрих Иссельхорст (30 июня 1943 — октябрь 1943)

Айнзацкоманда 2
- штурмбаннфюрер СС Рудольф Батц (июнь 1941 — ноябрь 1941)
- оберштурмбаннфюрер СС доктор Эдуард Штраух (4 ноября 1941 — 3 декабря 1941)
- штурмбаннфюрер СС доктор Рудольф Ланге (3 декабря 1941 — 1944)

Айнзацкоманда 3
- штандартенфюрер СС Карл Егер (июнь 1941 — осень 1943)
- оберфюрер СС доктор Вильгельм Фукс (15 сентября 1943 — 6 мая 1944)
- штандартенфюрер СС Ганс-Иоахим Бёме (11 мая 1944 — 1 января 1945)

Подкоманды после реорганизации 1942/43:
Айнзацкоманда 1a
- штандартенфюрер СС доктор Мартин Зандбергер (середина 1942 — осень 1943)

Айнзацкоманда 1b (Локня, номер полевой почты 14 700 S)
- штурмбаннфюрер СС доктор Герман Хубиг (середина 1942 — октябрь 1942)
- штурмбаннфюрер СС доктор Манфред Пехау (с октября 1942)

Айнзацкоманда 1c (Красногвардейск, номер полевой почты 33 888)
- штурмбаннфюрер СС Курт Грааф (август 1942 — ноябрь 1942)

Айнзацкоманда 1
- оберштурмбаннфюрер СС Карл Чиршки (кратковременно в 1942)
- штандартенфюрер СС доктор Эрих Иссельхорст (ноябрь 1942 — июнь 1943)
- оберштурмбаннфюрер СС Бернхард Баатц (1 августа 1943 — 15 октября 1944)

Айнзацкоманда 2
- штурмбаннфюрер СС доктор Манфред Пехау (март 1943)
- штурмбаннфюрер СС Рейнхард Бредер (26 марта 1943 — июль/август 1943)
- оберштурмбаннфюрер СС Освальд Похе (июль/август 1943)

Айнзацкоманда 3
- оберштурмбаннфюрер СС Карл Траут (ноябрь 1942 — май 1943)

### Айнзацгруппа B
1. Численность личного состава и зона действий:
- около 655 человек
- зона действий группа войск B, она же Центр в Белоруссии
- номер полевой почты 37 857

2. Местонахождение штаба:
- Волковыск (с 3 июля 1941)
- Слоним (с 5 июля 1941)
- Минск (с 6 июля 1941)
- Смоленск (с 5 августа 1941)

3. Командир:
- группенфюрер СС и генерал-лейтенант полиции Артур Небе (июнь 1941 — октябрь 1941)
- бригадефюрер СС и генерал-майор полиции Эрих Науман (ноябрь 1941 — февраль/март 1943)
- оберфюрер СС Хорст Бёме (12 марта 1943 — 28 августа 1943)
- штандартенфюрер СС Эрих Эрлингер (28 августа 1943 — апрель 1944)
- штандартенфюрер СС Генрих Зетцен (28 апреля 1944 — август 1944)
- оберфюрер СС Хорст Бёме (12 августа 1944 — ?)

4. Подразделения:
Зондеркоманда 7a (Сычёвка, номер полевой почты 10 811)
- штандартенфюрер СС Вальтер Блюме (июнь 1941 — сентябрь 1941)
- штандартенфюрер СС Ойген Штаймле (сентябрь 1941 — декабрь 1941)
- гауптштурмфюрер СС Курт Мачке (декабрь 1941 — февраль 1942)
- оберштурмбаннфюрер СС Альберт Рапп (февраль 1942 — 28 января 1943)
- оберштурмбаннфюрер СС Гельмут Лос (июнь 1943 — июнь 1944)
- штурмбаннфюрер СС Герхард Баст (июнь 1944 — октябрь/ноябрь 1944)

Зондеркоманда 7b (Орёл, номер полевой почты 18 555)
- штурмбаннфюрер СС Гюнтер Рауш (июнь 1941 — январь/февраль 1942)
- оберштурмбаннфюрер СС Адольф Отт (февраль 1942 — январь 1943, с июля 1942 по октябрь 1942 был замещён штурмбаннфюрером СС Йозеф Ауингером)
- оберштурмбаннфюрер СС Карл Рабе (январь/февраль 1943 — октябрь 1944)

Зондеркоманда 7c / Предварительная команда Москва
- штандартенфюрер СС Франц Зикс (июнь 1941 — 20 августа 1941)
- штурмбаннфюрер СС Вальдемар Клингельхёфер (август 1941 — декабрь 1941, с октября 1941 «предварительная команда штаб группы»)
- штурмбаннфюрер СС Эрих Кёртинг (сентябрь 1941 — декабрь 1941)
- штурмбаннфюрер СС Вильгельм Бок (декабрь 1941 — июнь 1942)
- гауптштурмфюрер СС Рудольф Шмюкер (июнь 1942 — поздняя осень 1942)
- штурмбаннфюрер СС Вильгельм Блум[нем.] (поздняя осень 1942 — июль 1943)
- штурмбаннфюрер СС Ханс Экхардт (июль 1943 — декабрь 1943), затем слияние с зондеркомандой 7a

Айнзацкоманда 8 (Могилёв, номер полевой почты 37 857)
- штурмбаннфюрер СС Отто Брадфиш (июнь 1941 — 1 апреля 1942)
- штурмбаннфюрер СС Гейнц Рихтер (1 апреля 1942 — сентябрь 1942)
- оберштурмбаннфюрер СС Эрих Иссельхорст (сентябрь 1942 — ноябрь 1942)
- штурмбаннфюрер СС Ганс Шиндхельм (13 ноября 1942 — октябрь 1943)
- штурмбаннфюрер СС Альфред Ренндорфер (апрель 1944 — ?)

Айнзацкоманда 9 (Витебск, номер полевой почты 37 857)
- оберштурмбаннфюрер СС Альфред Фильберт (июнь 1941 — 20 октября 1941)
- штурмбаннфюрер СС Освальд Шефер (октябрь 1941 — февраль 1942)
- оберштурмбаннфюрер СС Вильгельм Вибенс (февраль 1942 — январь 1943)
- штурмбаннфюрер СС Фридрих Бухардт (январь 1943 — октябрь 1943)
- штурмбаннфюрер СС Вернер Кемпф[швед.] (октябрь 1943 — ?)

### Айнзацгруппа C

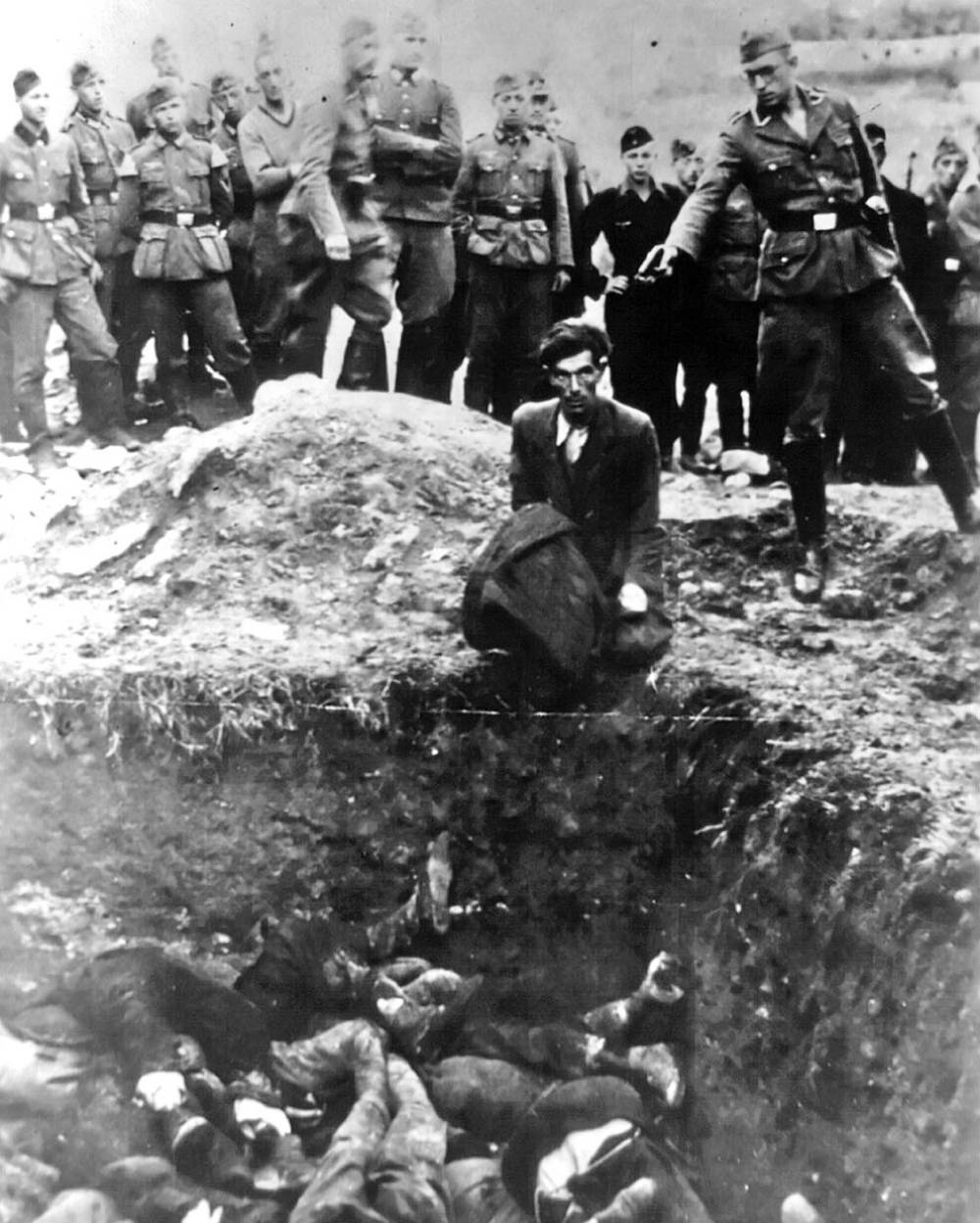
«Последний еврей Винницы»

1. Численность личного состава и зона действий:
- около 700 человек
- зона действий группы армий C она же Юг в северной и центральной части УССР, в 9 городах Союза (Львов, Злочев, Житомир, Проскуров, Винница, Днепропетровск, Кривой Рог, Сталино, Ростов-на-Дону)[12].

2. Местонахождение штаба:
- Львов (с 1 июля 1941)
- Житомир (с 18 июля 1941)
- Первомайск (с 17 августа 1941)
- Ново-Украинка (с 19 сентября 1941)
- Киев (с 25 сентября 1941)
- Старобельск (с сентября 1942)
- Полтава (с февраля 1943)

3. Командир:
- бригадефюрер СС и генерал-майор полиции Отто Раш (июнь 1941 — сентябрь 1941)
- бригадефюрер СС генерал-майор полиции Макс Томас (октябрь 1941 — 28 августа 1943)
- оберфюрер СС Хорст Бёме (6 сентября 1943 — март 1944)

4. Подразделения:
Зондеркоманда 4a (Белая Церковь, с 1942 г. — Харьков)
- штандартенфюрер СС Пауль Блобель (июнь 1941 — январь 1942)
- оберштурмбаннфюрер СС Эрвин Вайнман (13 января 1942 — июль 1942)
- штандартенфюрер СС Ойген Штаймле (август 1942 — 15 января 1943)
- штурмбаннфюрер СС Теодор Христенсен (январь 1943 — конец 1943)

Зондеркоманда 4b (с 1942 г. — Горловка)
- штандартенфюрер СС Гюнтер Херрман (июнь 1941 — сентябрь 1941)
- штурмбаннфюрер СС Фриц Брауне (октябрь 1941 — 21 март 1942)
- штурмбаннфюрер СС Вальтер Хенш (март 1942 — июль 1943)
- оберштурмбаннфюрер СС Август Майер (июль 1942 — ноябрь 1942)
- оберштурмбаннфюрер СС и советник правительства Фридрих Зур (ноябрь 1942 — август 1943)
- штурмбаннфюрер СС Вальдемар Краузе (август 1943 — январь 1944)

Айнзацкоманда 5
- оберфюрер СС Эрвин Шульц (июнь 1941 — сентябрь 1941)
- штурмбаннфюрер СС Август Майер (сентябрь 1941 — январь 1942)

Айнзацкоманда 6 (Сталино)
- штурмбаннфюрер СС Эрхард Крёгер (июнь 1941 — ноябрь 1941)
- штурмбаннфюрер СС Роберт Мор (ноябрь 1941 — сентябрь 1942)
- штурмбаннфюрер СС Эрнст Биберштейн (сентябрь 1942 — май 1943)
- оберштурмбаннфюрер СС и советник правительства Фридрих Зур (август 1943 — ноябрь 1943)

### Айнзацгруппа D
Численность личного состава — около 600 человек, зона действий 11-й армии в южной Украине, Бессарабии, Кишинёве и Крыму.
Место размещения: Пьятра-Нямц, Ананьев, Николаев, Симферополь, Овруч, Ольшанка, Таганрог, Ворошиловск.
Командиры:
- штандартенфюрер СС Отто Олендорф (июнь 1941 — июль 1942)
- оберфюрер СС Вальтер Биркамп (июль 1942 — июль 1943)

#### Подразделения
Айнзацкоманда 10a
- оберштурмбаннфюрер СС Генрих Зетцен (июнь 1941 — июль 1942)
- штурмбаннфюрер СС Курт Кристман (1 августа 1942 — июль 1943)

Айнзацкоманда 10b
- штурмбаннфюрер СС Алоис Перштерер (июнь 1941 — декабрь 1942)
- штурмбаннфюрер СС Эдуард Едамцик (декабрь 1942 — февраль 1943)

Айнзацкоманда 11a
- штурмбаннфюрер СС Пауль Цапп (июнь 1941 — июль 1942)
- штурмбаннфюрер СС Герхард Баст (ноябрь/декабрь 1942)
- штурмбаннфюрер СС Вернер Херсман (декабрь 1942 — май 1943)

Айнзацкоманда 11b
- штурмбаннфюрер СС Ганс Унглаубе (июнь 1941 — июль 1941)
- штурмбаннфюрер СС Бруно Мюллер (июль 1941 — октябрь 1941)
- штурмбаннфюрер СС Вернер Брауне (октябрь 1941 — сентябрь 1942)
- оберштурмбаннфюрер СС Пауль Шульц (сентябрь 1942 — февраль 1943)

Айнзацкоманда 12
- штурмбаннфюрер СС Густав Адольф Носске (июнь 1941 — февраль 1942)
- штурмбаннфюрер СС Эрих Мюллер (февраль 1942 — октябрь 1942)
- оберштурмбаннфюрер СС Гюнтер Херрман (октябрь 1942 — март 1943)

### Другие айнзацкоманды
- Айнзацкоманда полиции безопасности и СД в Тильзите командиры: штандартенфюрер СС Ганс-Иоахим Бёме и оберфюрер СС Бернхард Фишер-Шведер, образованная приказом бригадефюрера СС Вальтера Шталекера 22 июня 1941 года. Задачей команды было уничтожение евреев и функционеров коммунистической партии в приграничной полосе Литвы шириной 25 километров.
- «Айнзацкоманда особого назначения» (нем. «Einsatzkommando zur besonderen Verwendung») под руководством оберфюрера СС Карла Эберхарда Шёнгарта (шефа полиции безопасности и СД в Генерал-губернаторстве), которая имела задание РСХА образовать дополнительные «айнзацкоманды или группы» для Галиции. В июле 1941 года они были образованы из служащих полиции безопасности в Генерал-губернаторстве и размещены во Львове, Брест-Литовске и Белостоке. Осенью 1941 года они были расформированы.
- Для уничтожения следов деятельности айнзацгрупп была создана зондеркоманда 1005 под руководством штандартенфюрера СС Пауля Блобеля, которая действовала с июля 1942 по октябрь 1944 года.

## Методы
Четыре айнзацгруппы были собраны в начале июня 1941 года в Бад-Дюбене, чтобы последовать за восточной группировкой войск после начала операции «Барбаросса» для выполнения своих задач или, как сформулировал Хайнц Хёне: «3000 человек охотились в России за 5 миллионами евреев.» («Der Orden unter dem Totenkopf», с. 330). Из этих пяти миллионов четыре миллиона жили в захваченных вермахтом областях СССР.
Массы советских евреев были застигнуты врасплох чётко организованными действиями айнзацгрупп.
В начальной фазе айнзацгруппы пытались спровоцировать «спонтанные» погромы, используя антиеврейские настроения части населения особенно в балтийских странах для своих целей, возлагая таким образом ответственность за происшедшее на местное население, а также облегчая свою задачу. Большие погромы имели место в Риге и Львове.
В дальнейшем айнзац- и зондеркоманды действовали самостоятельно. После захвата немецкими войсками города с еврейским населением евреям предписывали переселиться в специально созданное гетто. В назначенный для расправы день им приказывали собраться на центральной площади или в каком-либо здании. Оттуда, как правило, под предлогом переселения или отправки на работу, они направлялись к месту расстрела. После того как распространились слухи об уготованной им судьбе, евреев стали забирать силой прямо из их домов. При этом деревни и отдельные части городов оцеплялись частями вермахта и обыскивались дом за домом.
Методы захвата жертв и их казни отличались в отдельных частях лишь деталями. Цитата из приговора мюнхенского окружного суда от 21 июля 1961 года по делу Отто Брадфиша:

Во исполнение приказа об уничтожении восточного еврейского населения, а также других, рассматриваемых в качестве расово неполноценных, групп населения и функционеров русской компартии после пересечения установленной в 1939 году демаркационной линии между Германским Рейхом и Советским Союзом айнзацкоманда 8 проводила расстрелы, во время которых умерщвлялись главным образом евреи. […] Поимка евреев в оккупированных населённых пунктах — в тогдашнем лексиконе обозначаемая словом «исправление» — происходила следующим образом: часть территории населённого пункта оцеплялась членами айнзацкоманды, а затем другие служащие айнзацкоманды без разбору выгоняли жертв из их домов и квартир. Непосредственно после поимки жертвы транспортировались с помощью грузовиков в заранее подготовленные места расстрела или в подготовленные здания (школы, фабрики) или иные места, где их держали до расстрела на следующий день или несколькими днями позже. Уже при этих так называемых «акциях прочёсывания» наносились телесные повреждения и в отдельных случаях совершались убийства больных и старых людей, которые не могли ходить и вследствие этого расстреливались в своих домах или в непосредственной близости от них.

Массовые расстрелы имели место тогда за пределами «исправляемого» населённого пункта, причём местом казни служили естественные углубления, оставленные позиции пехоты или артиллерии или, прежде всего, противотанковые рвы или вырытые самими жертвами братские могилы. При казнях, которые происходили в первые недели войны с Россией, умерщвлялись только мужчины в возрасте между 18 и 65 годами, в то время как женщин и детей тогда ещё, очевидно, щадили.
Однако самое позднее в августе 1941 — уже при расстрелах в Минске — перешли к умерщвлению мужчин и женщин всех возрастов, а также детей. После окончания приготовлений, жертв, ждавших после выгрузки из грузовиков дальнейших событий возле расстрельной могилы сидя на земле, члены айнзацкоманды 8 подводили к могиле или гнали к ней палками по образованным из членов команды коридорам. После того, как те отдавали свои ценности и хорошо сохранившуюся одежду, если это ещё не произошло при поимке, они должны были лечь лицом вниз в могилу и умерщвлялись выстрелом в затылок.
При начальных расстрельных акциях (Белосток, Барановичи, Минск), а иногда и позже при больших акциях, из служащих айнзацкоманды и из приданных полицаев составлялись команды палачей, которые соответствовали по численности пригнанной к расстрельной могиле группе людей или, в отдельных случаях, были вдвое больше, так чтобы один или два стрелка должны были стрелять в одну жертву. Эти расстрельные команды, вооружённые карабинами, составлялись большей частью из полицаев и руководились командиром взвода приданной айнзацкоманде полицейской части. При казнях, проводимых этими расстрельными командами, иногда жертвы должны были встать на краю могилы, чтобы упасть после расстрела в могилу.

В Киеве в течение двух дней — 29 и 30 сентября 1941 года, когда, по данным официальных отчётов отрядов спецакций, был уничтожен 33 771 человек, главным образом евреи (см. Бабий Яр). В таких случаях людей раздевали догола, чтобы присвоить все вещи и заставляли идти в земляной ров, ложиться на тела уже убитых и ещё живых раненых людей. После этого расстреливали из автоматического оружия.
На допросе командир отряда спецакций группы D группенфюрер СС (генерал-лейтенант) Олендорф показал:

Весной 1942 года поступил приказ от Гиммлера изменить метод казни. С тех пор их доставляли ко рвам в грузовиках, оборудованных газовыми камерами. Автомобили были сконструированы специально для этой цели двумя берлинскими фирмами. Снаружи нельзя было определить, для чего они предназначались. Выглядели они как обычные фургоны, но устроены были так, что с запуском двигателя выхлопные газы подавались в закрытый кузов, умерщвляя в течение десяти-пятнадцати минут всех, кто там находился.

Олендорф жаловался:

Захоронение погибших в грузовиках с газовыми камерами — было тяжелейшим испытанием для личного состава отрядов спецакций

Киев, 16 мая 1942. Секретный документ государственной важности! Оберштурмбанфюреру СС Рауфу:

Переборка моторов автомашин в группах D и С закончена.
…
Я приказал замаскировать машины группы D под машины для жилья, для чего на маленьких машинах велел сделать по одному оконцу с каждой стороны, а на больших машинах — по два оконца подобных тем, которые мы часто видим на крестьянских домах в деревне. Эти машины настолько приобрели известность, что их не только официальные лица, но и гражданское население называли «душегубками», лишь только появлялась одна из таких машин. По моему мнению, эти машины невозможно замаскировать и держать в секрете сколько-нибудь длительное время.
…
Отравление газами зачастую происходит неправильно. Чтобы как можно скорее закончить процедуру, водители всегда дают полный газ. Вследствие этого казнимые умирают от удушья, а не засыпают, как это было предусмотрено. Мои указания привели к тому, что теперь при правильной установке рычага смерть наступает быстрее и притом заключённые мирно засыпают. Искаженные лица и испражнения, которые наблюдались раньше, более не замечались. В течение сегодняшнего дня я перееду в группу В, куда можно присылать мне дальнейшие сообщения.
Доктор Беккер, унтерштурмфюрер СССС в действии. Документы о преступлениях СС / Пер. с нем. — М.: Светотон, 2000. — С. 601. — 624 с. — ISBN 5-7419-0049-6.

В августе 1942 года германскими оккупантами были расстреляны и умерщвлены другими способами около 27 тысяч жителей Ростова-на-Дону. В докладе рейхсфюрера СС Гиммлера сообщается, что в России за период с августа по октябрь одного только 1942 года было ликвидировано 363 211 евреев.
В первую военную зиму айнзацгруппы уничтожили около полумиллиона человек. Айнзацгруппа «А» уничтожила почти четверть миллиона человек, «В» — около 45 500 человек, «С» — 95 000, «D» — 92 000. За айнзацкомандами шли полиция и добровольцы из числа жителей оккупированных территорий, чтобы расправляться с каждым, кому удалось ускользнуть от айнзацкоманд.

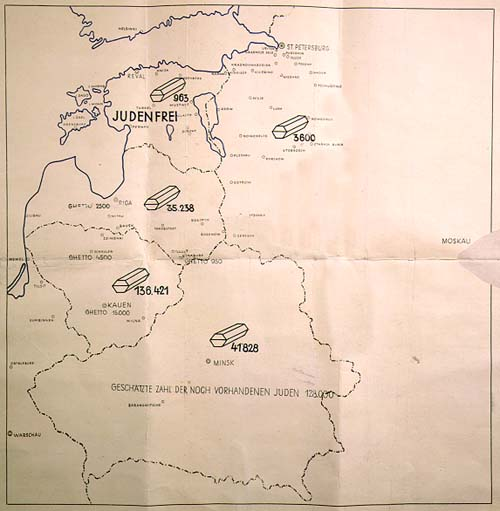
Немецкая карта-отчёт айнзацгруппы А, на которой Эстония показана в качестве «юденфрай»

Расстрелы населения сопровождались повальными конфискациями. Конфисковывалось все, что можно было хоть как-то использовать: обувь, изделия из кожи, одежда, драгоценности, золото, ценные вещи. Отто Олендорф, командир айнзацгруппы «D», рассказывал, что уничтожение евреев всегда начиналось, если позволяло время, с их принудительной регистрации в полиции. Когда же их собирали, чтобы вести на казнь, вся их одежда и все вещи конфисковывались и передавались службе безопасности для пересылки в министерство финансов рейха.
Айнзацгруппы привлекались также и для борьбы против партизан. Гиммлер всячески старался подчеркнуть «истинную» природу айнзацгрупп, объясняя, что они делают важное дело, защищая тылы от рейдов партизан.
Точное число жертв айнзацгрупп неизвестно, но только на территории СССР четырьмя оперативными группами было уничтожено около 750 000 человек. Всего, отрядами спецакций, по подсчётам главы отдела гестапо по делам евреев Адольфа Отто Эйхмана, было убито на Востоке 2 млн человек, почти одних евреев

Полковник Покровский: Сколько было казнено с помощью этих автомобилей?
Олендорф: Я не могу назвать точную цифру, но сравнительно это было очень немного, примерно, несколько сотен.
Полковник Покровский: Вы сказали, что в этих машинах казнили главным образом женщин и детей. По каким соображениям?
Олендорф: Существовал категорический приказ Гиммлера по этому поводу. Женщины и дети, согласно этому приказу, должны были быть умерщвлены именно таким образом для того, чтобы избежать лишних душевных волнений, которые возникали в связи с другими видами казни. Это также давало возможность мужчинам, которые сами были женаты, не стрелять в женщин и детей.
Полковник Покровский: Наблюдал ли кто-либо за поведением казнимых в этих машинах?
Олендорф: Да, врачи.

Генерал Никитченко: По каким мотивам истребляли детей?
Олендорф: Был приказ о том, что еврейское население должно быть полностью уничтожено.
Генерал Никитченко: В том числе и дети?
Олендорф: Да.
Генерал Никитченко: Только ли детей евреев уничтожали?
Олендорф: Да.
Генерал Никитченко: А детей тех, кого вы относили к категории комиссаров, тоже уничтожали?
Олендорф: Мне не известно, чтобы когда-либо разыскивали семью комиссара.
— показания Олендорфа на Нюрнбергском процессе

### Число жертв
К концу 1941 года айнзацгруппы рапортовали о следующих показателях:
- Группа A: 249 420 умерщвлённых евреев
- Группа B: 45 467 умерщвлённых евреев
- Группа C: 95 000 умерщвлённых евреев
- Группа D: 92 000 умерщвлённых евреев

Таким образом, общее число убитых айнзацгруппами евреев к концу 1941 года составило около 500 тысяч человек. При этом айнзацгруппа A попыталась первой из айнзацгрупп достичь полного уничтожения евреев в зоне своей ответственности.
Первая волна убийств спустя некоторую промежуточную фазу сменилась второй, которая началась примерно с осени 1941 года. На этот раз действиям айнзацгрупп оказывал поддержку персонал вермахта. Айнзацгруппы были подчинены высшему командованию СС и полиции, руководители айнзацгрупп были назначены командирами в полиции безопасности.
Второй этап имел целью полное уничтожение оставшихся в оккупированной области евреев и был, вследствие полученного прежде опыта, а также усиления поддержки, более эффективным. Наряду с улучшением организации айнзацгруппы были усилены командами пособников из местного населения, так называемыми «шутцманншафтами» (сокр. шума), общая численность которых по рапорту конца 1942 года составляла 47 974 человека. Кроме того, помощь оказывали так называемые «соединения по борьбе с бандами» (нем. Bandenkampfverbände), с личным составом на конец 1942 года 14 953 немцев и 238 105 «восточных помощников» (нем. Ost-Hilfswilligen (Hiwis)). Шеф «соединений по борьбе с бандами», глава СС и полиции группы армий Центр, группенфюрер СС Эрих фон Бах-Целевски мог составлять для определённых акций из военнослужащих вермахта, СС и полицейских исполнительные группы, которые считались тогда «соединениями по борьбе с бандами» и расстреливали всех бежавших в леса евреев как партизан. Это отчётливо видно по результатам операции «Болотная лихорадка» в феврале/марте 1942 года. Было расстреляно 389 партизан, 1774 подозреваемых и 8350 евреев.
Количество жертв этой второй фазы насчитывает 400 тысяч, таким образом общее число еврейских жертв в результате мобильных акций уничтожения составляет 900 000. Вместе с массовыми убийствами, производимыми айнзацгруппами, «соединениями по борьбе с бандами», а также немецкой и румынской армией число жертв мобильных акций уничтожения среди евреев составило в Советском Союзе около 1 миллиона 350 тысяч человек.

### Уничтожение следов
К концу второго этапа проблема уничтожения следов стала всё насущней. Повсюду лишь слегка прикопанные горы трупов свидетельствовали о деятельности айнзацгрупп. В процессе разложения трупы раздувались и вылезали на поверхность. В июне 1942 года Гиммлер отдал приказ замести следы казней и поручил это командиру зондеркоманды 4a штандартенфюреру СС Паулю Блобелю. Была составлена специальная зондеркоманда 1005, задачей которой было вскрыть массовые захоронения и сжечь трупы. Однако задача была выполнена лишь частично, прежде чем Красная армия окончательно овладела в 1944 году территориями, затронутыми деятельностью айнзацгрупп.

## Преследование преступников после войны
Так называемый процесс над айнзацгруппами (нем. Einsatzgruppen-Prozess) был одним из последовавших за Нюрнбергским процессом, который проходил с 1947 по 1948 год и окончился обвинительным приговором. Пунктами обвинения (по тексту обвинения от 25 июля 1947 года) были преступления против человечности, военные преступления и членство в преступных организациях. Обвинение выдвинули Соединённые Штаты. 10 апреля 1948 года 14 подсудимых были приговорены к смертной казни (10 приговоров в исполнение приведены не были), двое приговорены к пожизненному заключению и пятеро получили от 10 до 20 лет лишения свободы.
Ульмский процесс над айнзацгруппами (нем. Ulmer Einsatzgruppen-Prozess) начался в 1957 году в Ульме, где перед судом присяжных предстали бывшие работники гестапо, СД и полиции, которые принимали участие в расстрелах евреев в пограничной области Литвы. Судили бывшего шефа полиции Мемеля Бернхарда Фишер-Шведера, а также девять других членов айнзацгруппы A. Они были признаны виновными в убийстве и пособничестве в убийстве в 4000 случаях и приговорены к лишению свободы на срок от 3 до 15 лет.